# Bockwindmühle Ketzür
Die Bockwindmühle Ketzür ist eine restaurierte und funktionstüchtige Bockwindmühle im Ortsteil Ketzür in der Gemeinde Beetzseeheide in Brandenburg. Sie steht unter Denkmalschutz.

## Geschichte

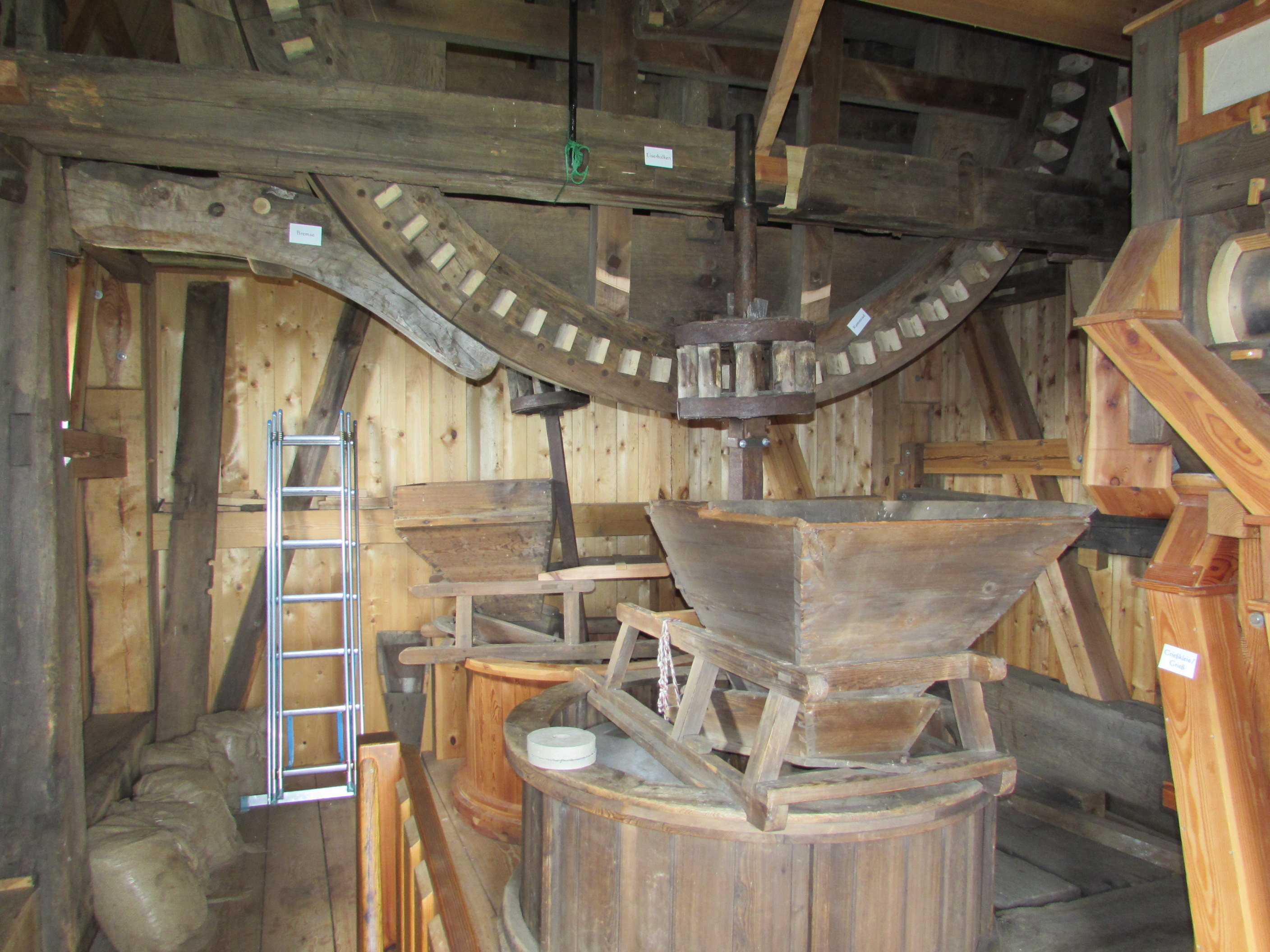
Das Innere der Bockwindmühle in Ketzür mit dem Kammrad

Die Bockwindmühle bei Ketzür stand im Jahr 1859 noch im heute zu Potsdam gehörenden Ort Bornim. Es wird angenommen, dass jedoch auch dies nicht der ursprüngliche Standort war, sondern die Mühle zuvor bereits nach Bornim umgesetzt worden war. Der Ketzürer Tischlermeister Friedrich Henkel beantragte am 2. April 1861 bei der Preußischen Landesregierung die „Errichtung einer Bockwindmühle auf seinem Ackerplane“. Die Genehmigung wurde am 3. Juli 1861 erteilt. Beschrieben wurde die Mühle als Bockwindmühle mit zwei Mahlgängen. Friedrich Henkel ließ daraufhin die Mühle in Bornim abbauen und nach Ketzür bringen, wo sie neu aufgebaut wurde. Anschließend verpachtete er sie zum 9. April 1862 für zwei Jahre zu einem Pachtzins von 50 Talern an einen Mühlenmeister Wilhelm Rothbart.
Nach Ablauf des Pachtvertrags im Jahr 1864 wurden die Mühle und eine neu gebaute Bäckerei vom Sohn Friedrich Henkels, einem Müllermeister Joachim Friedrich Karl Henkel betrieben. Joachim Henkel starb 1886 mit 42 Jahren. Da der älteste Sohn Max Henkel zu dieser Zeit erst sechs Jahre alt war, führte die Frau Joachim Henkels die Mühle weiter. Nach dreijähriger Gesellenzeit übernahm Max Henkel 1898 Mühle und Bäckerei und betrieb sie bis 1955. Dann wurde der Mühlenbetrieb eingestellt.
In den darauf folgenden Jahrzehnten verfiel die aus Holz gefertigte Mühle. Erst 1988 beziehungsweise 1989 wurden das Schindeldach erneuert und die Außenwände ersetzt. Auch Teile des Grundgerüstes wurden erneuert. In der weiteren Folge wurden die Mühlenflügel restauriert. Im September 2001 kaufte die Gemeinde Ketzür die Mühle zu einem symbolischen Preis von einer Mark. Zwei Monate später gründete sich ein Verein, der sich die Erhaltung der Bockwindmühle zum Ziel setzte und die Mühle erhalten, restaurieren und der Öffentlichkeit wieder zugänglich machen will. Die letzte Restaurierung fand 2010 statt.